# أولف كارلسن
أولف كارلسن (بالنرويجية البوكمول: Ulf Karlsen)‏ هو لاعب كرة قدم نرويجي في مركز الدفاع، ولد في 8 مارس 1966 في ستافانغر في النرويج. شارك مع منتخب النرويج لكرة القدم. أما مع النوادي، فقد لعب مع نادي برينه ونادي فيكينغ.

## وصلات خارجية
- أولف كارلسن على موقع اتحاد النرويج (النرويجية)
- أولف كارلسن على موقع قاعدة بيانات كرة القدم.إي يو (الإنجليزية)